# Мосир
Мо́сир — село в Україні, у Вишнівській сільській громаді Ковельського району Волинської області. Населення становить 178 осіб (приблизно)

## Історія
У 1906 році Мосур, село Коритницької  волості Володимир-Волинського повіту Волинської губернії. Дворів 121, мешканців 700.
До 1915 зустрічалася назва Мусор; до 1940 — Масур.

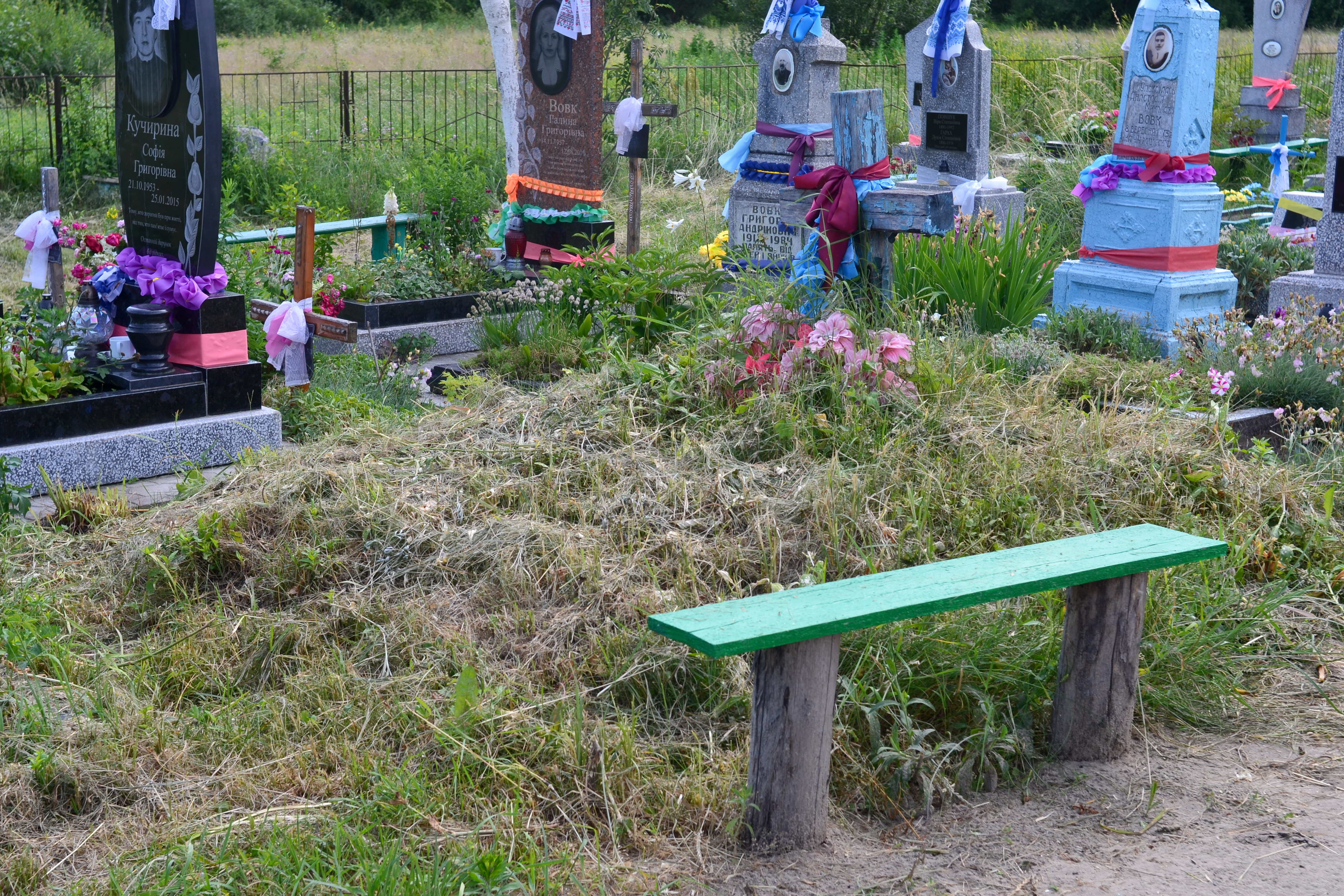
Могила братська 3 невідомих воїнів УПА (на кладовищі)

## Населення
Згідно з переписом УРСР 1989 року чисельність наявного населення села становила 418 осіб, з яких 198 чоловіків та 220 жінок.
За переписом населення України 2001 року в селі мешкало 355 осіб.

### Мова
Розподіл населення за рідною мовою за даними перепису 2001 року:
| Мова       | Відсоток |
| ---------- | -------- |
| українська | 99,45 %  |
| російська  | 0,55 %   |

## Природоохоронні території
- Мосирський заказник
- Бистряки (заказник)
- Ялина (пам'ятка природи)
- Модрина (пам'ятка природи)
- Гряда-1 (пам'ятка природи)
- Гряда-2 (пам'ятка природи)
- Озеро Невидимка (пам'ятки природи)